# Asgharabad
Aşgharābād (farsi اصغراباد) è una città della provincia di Khomeynishahr, circoscrizione Centrale, nella regione di Esfahan in Iran. Aveva, nel 2006, una popolazione di 5.682 abitanti. Si trova a ovest di Esfahan.